# Тихонов, Николай Николаевич
Никола́й Никола́евич Ти́хонов (28 сентября 1938 года, Саратов) — советский, российский математик, инженер, участник создания стратегических ракетных комплексов подводных лодок
ВМФ СССР и ВМФ России (ГРЦ имени академика В. П. Макеева). Доктор технических наук (1996), профессор (1998), заслуженный профессор Челябинского государственного университета (2007). Лауреат Государственной премии СССР (1981) и Государственной премии РФ (1999). Награждён орденом Трудового Красного Знамени (1975), медалями.

## Биография
Родился 28 сентября 1938 года в городе Саратов. В 1960 году окончил механико-математический факультет Саратовского государственного университета имени Н. Г. Чернышевского по специальности «механика».
С 1960 года — в городе Миасс Челябинской области. С 1960 по 2008 год — работа в СКБ № 385 (КБ машиностроения, ФГУП «Государственный ракетный центр „КБ им. академика В. П. Макеева“»): инженер, начальник сектора, начальник отдела.
Разработал и внедрил в практику проектирования ряд инженерных методов расчета нестационарных газодинамических процессов и теплообмена, использованных при создании стратегических ракетных комплексов с ракетами Р-21, Р-27, Р-27У, Р-27К, Р-29, Р-29Р, Р-29РМ, Р-39 и их модификаций (1964—1990). Внёс существенный вклад в обеспечение высоких технических характеристик  ракетных комплексов, в создание лабораторной базы ГРЦ имени академика В. П. Макеева.
Автор свыше 100 научных трудов и 25 изобретений (12 из которых внедрены) в области ракетно-космической техники.
Заслуженный работник ГРЦ имени академика В. П. Макеева (1978).
Заместитель заведующего базовой кафедрой Московского физико-технического института «Проблемы энергомашиностроения» при ГРЦ имени академика В. П. Макеева (1982—1998). (Заведующие кафедрой — В. П. Макеев (1982—1985) и И. И. Величко (1985—1998)).
В 1996 году был одним из организаторов филиала Челябинского государственного университета в городе Миасс. Заведующий кафедрой математики (с 2002 года — прикладной математики) названного филиала (1997—2010).
Кандидат технических наук (диссертация защищена в ЦНИИмаш в 1974 году). Доктор технических наук (учёная степень присвоена по докладу: ЦНИИмаш, 1996), профессор (1998), заслуженный профессор ЧелГУ (2007).
Член Учёного совета ЧелГУ. Член диссертационного совета ЧелГУ (математическое моделирование, численные методы) (1999—2012).
В 1969—1986 годы — заместитель главного редактора научно-технического сборника «Ракетно-космическая техника, серия XIV».
Член-корреспондент Петровской академии наук и искусств (1988). Автор свыше 30 печатных работ.
Увлечения: горный туризм, плотничные и столярные работы, резьба по дереву.

## Избранные труды
- Пегов В. И., Тихонов Н. Н. Гидродинамика морских ракет // Баллистические ракеты подводных лодок России. Избранные статьи / Под общ ред. И. И. Величко. — Миасс: Государственный ракетный центр («КБ им. академика В. П. Макеева»). 1994. С. 115—122.
- Тихонов Н. Н. (в соавторстве). Лазерно-реактивная защита космических аппаратов от малоразмерного мусора // Квантовая электроника. 1998. № 25:4. С. 372–376.
- Тихонов Н. Н. (в соавторстве). Обзор методических проработок ГРЦ по учету структурных неоднородностей композиционных материалов при расчетах величин уноса и тепловых режимов // Ракетно-космическая техника. Серия XIV. 1999. Вып. 1 (43). Ч. I. С. 176–192.
- Тихонов Н. Н. (в соавторстве). Влияние параметров качества композиционных материалов на их теплофизические характеристики и трение при взаимодействии с высокотемпературным потоком //Материалы XVIII Российской школы по проблемам проектирования неоднородных конструкций. (22-24 июня 1999 г., г. Миасс). — Миасс: Региональный совет НКСТ. 1999.
- Тихонов Н. Н. (в соавторстве). Решение газодинамических задач при «сухом» старте БРПЛ // Ракетно-космическая техника. Серия XIV. 1999. Вып. 1 (43). Ч. 1.
- Тихонов Н. Н. (в соавторстве). Система целевой подготовки специалистов на базе кафедр вузов при Государственном ракетном центре // Ракетно-космическая техника. Серия XIV. 2002. Вып. 1(48). Ч. 1.
- Тихонов Н. Н. (в соавторстве). Оценка влияния вдува продуктов разложения композиционных материалов на момент крена осесимметричных летательных аппаратов //XXIII Российская школа по проблемам науки и технологий. (Миасс, 2003 г.) — Екатеринбург: Уральское отделение РАН. 2003.
- Тихонов Н. Н. (в соавторстве). О влиянии вдува продуктов разложения теплозащитных покрытий на угловую скорость вращения осесимметричных летательных аппаратов // Ракетно-космическая техника. Серия XIV. 2004. Вып. 1 (50). Ч. 2. С. 17–34.
- Тихонов Н. Н. (в соавторстве). О влиянии вдува продуктов разложения теплозащитных покрытий на момент крена осесимметричных летательных аппаратов // Материалы Всероссийской научной конференции «Фундаментальные и прикладные проблемы современной механики». (Томск, 5-7 октября 2004 г.) — Томск: Изд. Томского университета. 2004. С. 373–374.
- Тихонов Н. Н. (в соавторстве). Расчет и обеспечение асимметрии уноса теплозащитных покрытий летательных аппаратов для парирования отрицательных моментов крена // Материалы Всероссийской научной конференции «Фундаментальные и прикладные проблемы современной механики». (Томск, 3-5 октября 2006 г.) — Томск: Изд. Томского университета. 2006. С. 495–496.
- Тихонов Н. Н. (соавтор-составитель). СКБ-385, КБ машиностроения, ГРЦ «КБ им. академика В. П. Макеева» / Сост. Р. Н. Канин, Н. Н. Тихонов. Под общ. ред. В. Г. Дегтяря. — М.: Государственный ракетный центр «КБ им. академика В. П. Макеева», «Военный парад». 2007. ISBN 5-902975-10-7
- Тихонов Н. Н. (в соавторстве). К вопросу о влиянии шероховатости тепловой защиты гиперзвукового летательного аппарата на степень турбулентности внешнего потока // Космонавтика и ракетостроение. 2008. № 4 (53). С. 47–51.
- Тихонов Н. Н. А. И. Бабкин: инженер, учёный, педагог // Конструктор. 2020. № 9 (264). С. 4.

## Награды и премии
- Орден Трудового Красного Знамени (1975)
- Заслуженный работник ГРЦ имени академика В. П. Макеева (1978)
- Государственная премия СССР (1981)
- Медаль «Ветеран труда» (1985)
- Медаль имени академика М. В. Келдыша Федерации космонавтики России (1991) (в честь 30-летия полёта Ю. А. Гагарина)
- Медаль имени академика В. П. Макеева Федерации космонавтики России Федерации космонавтики России (1992)
- Юбилейная медаль «300 лет Российскому флоту» (1995)
- Звание «Ветеран труда» (1998)
- Государственная премия РФ (1999)
- Премия имени В. П. Макеева (2002)

### Справочно-энциклопедические издания
- Тихонов Николай Николаевич // Руководители и ведущие специалисты Государственного ракетного центра «КБ им. академика В. П. Макеева»: Биографический словарь / Под общ. ред. В. Г. Дегтяря. – Миасс: ГРЦ «КБ им. академика В. П. Макеева». 2004. С. 574–575.
- Тихонов Николай Николаевич // СКБ-385, КБ машиностроения, ГРЦ «КБ им. академика В. П. Макеева» / Сост. Р. Н. Канин, Н. Н. Тихонов. Под общ. ред. В. Г. Дегтяря. – М.: Государственный ракетный центр «КБ им. академика В. П. Макеева», «Военный парад». 2007. С. 253. – ISBN 5-902975-10-7
- Сакулин В. Д., Калашников С. Т. Морское ракетостроение // Научные школы ЮУрГУ. История развития / Ред.-сост. О. В. Антонова. – Челябинск: Изд. ЮУрГУ. 2008. С. 180. – ISBN 978-5-696-03833-9

### Мемуарная литература
Тихонов Н. Н. упоминается в воспоминаниях:
- Григорьев Ю. П. Полвека назад // Ракетно-космическая техника. Серия XIV. 2004. Вып. 1 (50). Ч. 1. С. 35—64.